# Comuna de Ryki
Ryki (polaco: Gmina Ryki) é uma gminy (comuna) na Polónia, na voivodia de Lublin e no condado de Rycki. A sede do condado é a cidade de Ryki.
De acordo com os censos de 2004, a comuna tem 20 496 habitantes, com uma densidade 126,7 hab/km².

## Área
Estende-se por uma área de 161,8 km², incluindo:
- área agricola: 71%
- área florestal: 17%

## Demografia
Dados de 30 de Junho 2004:
|                      | Total   | Total | Mulheres | Mulheres | Homens  | Homens |
| -------------------- | ------- | ----- | -------- | -------- | ------- | ------ |
|                      | pessoas | %     | pessoas  | %        | pessoas | %      |
| População            | 20 496  | 100   | 10 347   | 50,5     | 10 149  | 49,5   |
| Densidade (pop./km²) | 126,7   | 100   | 63,9     | 63,9     | 62,7    | 62,7   |

De acordo com dados de 2002, o rendimento médio per capita ascendia a 1203,18 zł.

## Subdivisões
- Bobrowniki, Brusów, Budki-Kruków, Chrustne, Chudów-Nowiny, Edwardów, Falentyn, Janisze, Karczmiska, Kleszczówka, Krasnogliny, Lasocin, Lasoń, Moszczanka, Niwa Babicka, Nowa Dąbia, Nowy Bazanów, Nowy Dęblin, Ogonów, Oszczywilk, Ownia, Podwierzbie, Potok, Rososz, Sędowice, Sierskowola, Stara Dąbia, Stary Bazanów, Swaty, Zalesie.

## Comunas vizinhas
- Dęblin, Kłoczew, Nowodwór, Stężyca, Ułęż, Żyrzyn